# Кевін Шеппард
Кевін Шеппард (англ. Kevin Sheppard, нар. 17 вересня 1979, Санта-Крус, Американські Віргінські Острови) — футболіст та баскетболіст Американських Віргінських Островів. Як футболіст він є одним із кращих бомбардирів футбольної збірної Американських Віргінських Островів (2 забиті м'ячі). Як баскетболіст відомий за виступами у складі збірної Американських Віргінських Островів з баскетболу на низці міжнародних змагань, де вона посідала призові місця, а також у низці баскетбольних клубів Венесуели, Пуерто-Рико, Аргентини, Ізраїлю, Ірану.

## Спортивна кар'єра
Кевін Шеппард народився на острові Санта-Крус. З 1999 року він навчався у Джексонвіллі, та паралельно грав за футбольну та баскетбольну команду місцевого університету «Джексонвілл Долфінс». З 1999 року він розпочав грати у баскетбольній збірній Американських Віргінських Островів. Паралельно у 2002 році Шеппард грав у складі футбольної збірної Американських Віргінських Островів у відбірковому турнірі Золотого кубка КОНКАКАФ, зіграв за збірну 2 матчі, в яких відзначився 2 забитими м'ячами.
З кінця 2003 року Кевін Шеппард покидає університетську команду, та стає гравцем венесуельського клубу «Кокотерос де Парія», в якому грає до кінця 2003 року. Наступного року він стає гравцем венесуельського клубу «Торос де Арагуа», а до кінця року грає ще в пуерториканському клубі «Гальїтос де Ісабела» та іншому венесуельському клубі «Гуахарос де Матурін». У січні 2005 році поїхав на перегляд до польського клубу «Чарні» зі Слупська, проте в складі не закріпився, і за місяць став гравцем ізраїльського клубу «Маккабі» з Рішон-ле-Ціона, в якому грав до середини року. У середині 2006 року Шеппард став гравцем аргентинського клубу «Ла-Уньйон» з міста Колон, в якому грав до 2006 року. До кінця 2006 Шеппард грав за пуерториканський клуб «Конкістадорес де Гуанабо». Паралельно у 2006 році Кевін Шеппард у складі збірної Американських Віргінських Островів з баскетболу став срібним призером Центробаскету та срібним призером Карибського кубка з баскетболу.
На початку 2007 року Кевін Шеппард став гравцем венесуельського клубу «Маріньйос де Ансоатегі», утім ще в цьому році переходить до пуерториканського клубу «Маратоністас де Коамо». На початку 2008 року Шеппард стає гравцем іншої пуерториканської баскетбольної команди «Конкістадорес де Гуанабо». У 2008 році Шеппард у складі збірної вдруге стає срібним призером Центробаскету.
У кінці 2008 року Кевін Шеппард стає гравцем команди вищого баскетбольного дивізіону Ірану «Шираз Пайп». У складі цього клубу грав протягом року. Під час виступів у складі «Шираз Пайп» Шеппард як американський легіонер в Ірані став героєм американського документального фільму «Робота в Ірані». З 2009 року грав у складі іншої іранської команди вищого дивізіону «Азад Юніверсіті». Паралельно у 2011 році у складі збірної Американських Віргінських Островів з баскетболу Шеппард став переможцем Карибського кубка з баскетболу. У складі клубу «Азад Юніверсіті» Кевін Шеппард грав до 2015 року, після чого завершив виступи на баскетбольному майданчику.